# Dolgaec
Dolgaec (macedónul: Долгаец) település Észak-Macedóniában, a Pelagonijai körzet Dolneni járásában.

## Népesség
| Lakosok száma | 636  | 650  | 566  | 381  | 195  | 106  | 101  | 70   | 41   |
|               | 1948 | 1953 | 1961 | 1971 | 1981 | 1991 | 1994 | 2002 | 2021 |

2002-ben 70 lakosa volt, akik mindannyian macedónok.